# Habitatge al carrer Palau, 4 (Rupit)
L'Habitatge al carrer Palau, 4 és una casa de Rupit i Pruit (Osona) inclosa a l'Inventari del Patrimoni Arquitectònic de Catalunya.

## Descripció
Casa mitgera que consta de planta baixa i dos pisos. És coberta a dues vessants i amb el carener paral·lel a la façana la qual es troba orientada cap a tramuntana. La planta presenta dos portals rectangulars, el de la dreta amb llinda de pedra i el de l'esquerra amb un biga de roure. Al primer hi ha una finestra amb espiera i l'ampit motllurat i un balconet amb barana de ferro, al segon s'hi repeteixen els mateixos elements, però de dimensions més reduïdes. És construït amb pedra i arrebossat al damunt, el qual està molt deteriorat. Les obertures estan formades per carreus de pedra ben carejats.

## Història
Antiga casa mitgera situada al mateix carrer de l'antic palau notarial. Data del segle xvii, moment en què la vila de Rupit experimenta un notable creixement demogràfic, fet molt generalitzat, però que aquí es va veure potenciat per l'establiment de francesos a la vila durant la guerra dels Segadors (1654).